# Hugh Mahon
Pour les articles homonymes, voir Mahon.
Hugh Mahon, né le 6 janvier 1857 à Killurin (en) et mort le 28 août 1931 à Melbourne, est un journaliste et homme politique australien. Il est surtout connu pour être le seul membre du Parlement australien à avoir été déchu de son mandat par un vote des parlementaires.

## Biographie

### Origines
Né dans le centre de l'Irlande, il est le treizième des quatorze enfants d'une famille de fermiers catholiques. La famille émigre aux États-Unis lorsque Hugh a 10 ans, et il y apprend le métier d'ouvrier d'imprimerie. De retour en Irlande vers l'âge de 23 ans, il devient journaliste et militant de la Ligue nationale agraire d'Irlande. Il est emprisonné deux mois, puis libéré lorsqu'il semble avoir contracté la tuberculose ; il émigre alors en Australie en 1882 comme représentant salarié de la Ligue. Il devient directeur de plusieurs journaux militants à Goulburn, et co-organise une visite de levée de fonds en Australie de John Redmond, le chef du Parti parlementaire irlandais, et de son fils William Redmond. En 1891 il devient journaliste travailleur indépendant à Melbourne, puis en 1895 il s'établit comme directeur d'un petit journal à Coolgardie, ville minière issue des ruées vers l'or en Australie-Occidentale,.

### Député et ministre
En 1897 il est candidat sans succès aux élections pour l'Assemblée législative d'Australie-Occidentale. En 1899 il devient le directeur d'un journal de Kalgoorlie et y critique le gouvernement de John Forrest, l'accusant de corruption et devant répondre en retour (avec succès) de mises en accusation pour diffamation. Ses articles de presse sont décrits comme « des chefs-d'oeuvre d'allitérations et de venin ». Il remporte la circonscription de Coolgardie pour le Parti travailliste australien aux premières élections fédérales en 1901 et entre à la Chambre des représentants. Il est remarqué pour son usage d'invectives, son aigreur et son absence d'humour, ainsi que pour sa passion pour l'Église catholique et pour la question irlandaise, et un journal ouvrier d'Australie-Occidentale le décrit comme un faux démocrate dont « l'attitude et le snobisme froid feraient frissonner un serpent ». Pour autant, il est nommé ministre des Postes dans l'éphémère premier gouvernement fédéral travailliste en 1904, puis ministre de l'Intérieur dans le premier gouvernement d'Andrew Fisher de 1908 à 1909. Il y est perçu comme « compétent mais routinier ». En 1905, il parvient à faire adopter par le Parlement une motion de soutien au projet d'autonomie pour l'Irlande. En 1912 il devient directeur général d'une entreprise d'assurance des biens de l'Église catholique en Australie, fonction qu'il occupera jusqu'à sa mort,.
Battu dans sa circonscription aux élections de 1913, il retrouve un siège de député quelques mois plus tard en étant le seul candidat à l'élection partielle à Kalgoorlie due à la mort du député travailliste Charles Frazer. En décembre 1914 il est nommé ministre des Affaires extérieures dans le troisième gouvernement d'Andrew Fisher. La portée de ce poste est limitée car l'Australie à cette date n'est pas un État souverain : Elle est autonome sur le plan de la politique intérieure mais n'a pas de politique étrangère indépendante de celle de l'Empire britannique. En 1916, le Parti travailliste se déchire lorsque le Premier ministre travailliste Billy Hughes souhaite introduire la conscription pour l'envoi de soldats à la Première Guerre mondiale. Hugh Mahon n'y est pas opposé, mais demeure fidèle au parti lorsque celui-ci expulse Billy Hugues du parti. Hugh Mahon doit alors renoncer à son ministère, et il est à nouveau battu dans sa circonscription aux élections de 1917.

### Déchéance
Il retrouve son siège de député en 1919. En novembre 1920, lorsque le maire nationaliste de la ville irlandaise de Cork, Terence MacSwiney, meurt en prison d'une grève de la faim durant la guerre d'indépendance irlandaise, Hugh Mahon organise à Melbourne une réunion publique de la Ligue du Victoria pour une Irlande irlandaise, qualifie cette mort de « meurtre » et appelle à ce que les sanglots de la veuve du défunt puissent « ébranler les fondements de cet Empire sanglant et maudit ». Il fait adopter par les membres présents de la Ligue une motion appelant à l'instauration d'une république australienne. Son discours provoque des manifestations contre lui dans les rues de Melbourne, notamment de la part d'anciens combattants tout juste revenus de la Première Guerre mondiale, et il est dénoncé fermement par la presse, dont les journaux The Sydney Morning Herald, The Age et The Argus. Le Premier ministre Billy Hugues introduit le 11 novembre au Parlement une motion pour la déchéance de son mandat parlementaire. Billy Hugues argue que Hugh Mahon a violé son serment d'allégeance par ses propos « déloyaux et séditieux ». Défendu sans succès par le chef des travaillistes, Frank Tudor, Hugh Mahon est déchu de son mandat par le vote des députés, par 34 voix contre 17. Cette expulsion demeure unique dans l'histoire du Parlement australien,,.
Hugh Mahon se présente à l'élection partielle qui résulte de sa déchéance, mais est battu. Il se consacre dès lors à son entreprise d'assurance, mais visite l'Irlande en 1922 et s'y exprime en faveur du traité de Londres de 1921 qui a créé l'État libre d'Irlande. Il meurt à son domicile en 1931. Les deux chambres du Parlement adoptent à la quasi-unanimité l'habituelle motion de condoléances à sa famille ; seul s'y oppose le député Roland Green, ancien combattant mutilé de guerre de la Première Guerre mondiale,.